# Керівники Сумської області
Сумська область була утворена 10 січня 1939 року.

## Голови Сумського обласного виконавчого комітету
1. Горлов Йосип Гордійович — січень 1939 — 10 жовтня 1941 р., 1943 — липень 1944 рр.
2. Абрамов Олександр Дмитрович — вересень 1944 — лютий 1948 рр.
3. Шадрін Василь Автономович — 1948 — 1951 рр.
4. Мартиненко Іван Михайлович — 1951 — листопад 1953 рр.
5. Кондратенко Андрій Павлович — листопад 1953 — 1959 рр.
6. Попльовкін Трохим Трохимович — 1959 — 1962 рр.
7. Вольтовський Борис Іовлевич — 1962 — грудень 1962 рр.
8. Лушпа Михайло Панасович — січень 1963 — грудень 1964 рр.(промислового)
9. Єременко Іван Семенович — січень 1963 — грудень 1964 рр.(сільського)
10. Науменко Андрій Михайлович — грудень 1964 — 1973 рр.
11. Козеняшев Дмитро Якович — 1973 — 1982 рр.
12. Шевченко Володимир Антонович — 1982 — 9 листопада 1988 рр., 29 березня — 18 вересня 1991  р.
13. Бондаренко Анатолій Дмитрович — 9 листопада 1988 — 29 березня 1991 р.

## Перші секретаріСумського обласного комітету КПУ
1. Ткач Яків Микитович — січень — 27 листопада 1939 р.
2. Черепін Тихон Корнійович — 27 листопада 1939 — 1941 рр.
3. Антонов Олександр Іванович — вересень 1941 — травень 1942 рр.
4. Куманьок Порфирій Хомич — жовтнень 1942 — вересень 1943 р.
5. Чучукало Василь Данилович — 14 вересня 1943 — 1945 р.
6. Іванов Ілля Іванович — 1945 — січень 1950 р.
7. Кондратенко Андрій Павлович — січень 1950 — листопад 1953 рр.
8. Комяхов Василь Григорович — листопад 1953 — грудень 1955 рр.
9. Науменко Андрій Михайлович — грудень 1955 — 21 січня 1963 рр. 21 січня 1963 — грудень 1964 рр. (сільського)
10. Федоренко Віктор Павлович — 23 січня 1963 — грудень 1964 рр. (промислового)
11. Вольтовський Борис Іовлевич — грудень 1964 — 12 червня 1967 рр.
12. Іщенко Олександр Іванович — 12 червня 1967 — квітень 1975 рр.
13. Грінцов Іван Григорович — квітень 1975 — 22 жовтня 1988 рр.
14. Шевченко Володимир Антонович — 22 жовтня 1988 — 26 серпня 1991 рр.

## Голови Сумської обласної державної адміністрації

Сумська облдержадміністрація

1. Єпіфанов Анатолій Олександрович — 23 березня 1992 — липень 1994 (представник президента у Сумській області); 7 липня 1995 — 8 травня 1998 (голова ОДА)
2. Берфман Марк Абрамович — 8 травня 1998 — 30 березня 1999
3. Щербань Володимир Петрович — 30 березня 1999 — 25 квітня 2002
- 1-й в.о. Жарков Юрій Васильович — травень — 14 листопада 2002

4. Щербань Володимир Петрович — 14 листопада 2002 — 21 січня 2005
5. Лаврик Микола Іванович — 4 лютого — 12 грудня 2005
6. Гаркава Ніна Миколаївна — 13 грудня 2005 — 24 листопада 2006
- 2-й в.о. Сапсай Володимир Іванович — 24 листопада — 26 грудня 2006 (в. о.)

7. Качур Павло Степанович — 26 грудня 2006 — 6 квітня 2008
- 3-й в.о. Лаврик Микола Іванович — 7 квітня 2008 — 19 лютого 2009 (т. в. о.)

8. Лаврик Микола Іванович — 19 грудня 2009 — 6 квітня 2010
9. Чмирь Юрій Павлович — 6 квітня 2010 — 16 грудня 2013
10. Яговдик Ігор Олександрович — 19 грудня 2013 — 24 лютого 2014
11. Шульга Володимир Петрович — 2 березня — 16 вересня 2014
- 4-й в.о. Чернявський Віктор Іванович — 18 вересня 2014 — 2 листопада 2014 (в. о.)

- 5-й в.о. Боршош Іван Семенович — 3 листопада 2014 — 16 січня 2015 (т. в. о.)[2]

12. Клочко Микола Олексійович — 17 січня 2015 — 11 червня 2019
- 6-й в.о. Акпєров Вадим Вагіфович — 11 червня 2019 — 25 червня 2019 (т. в. о.)

- 7-й в.о. Купрейчик Ірина Валеріївна — 25 червня 2019 — 11 березня 2020 (т. в. о.)

13. Грищенко Роман Сергійович — 11 березня 2020 — 5 листопада 2020
- 8-й в.о. Пахольчук Сергій Іванович — 9 листопада 2020 — 23 листопада 2020 (т. в. о.)

13. Хома Василь Васильович — 23 листопада 2020 — 25 червня 2021
14. Живицький Дмитро Олексійович — 25 червня 2021 — 24 січня 2023
- 9-й в.о. Савченко Тарас Григорович — з 25 січня 2023 — 12 квітня 2023

15. АРТЮХ Володимир Миколайович — з 12 квітня 2023

## Голови Сумської обласної ради
1. Шевченко Володимир Антонович — 5 квітня 1990 — 18 вересня 1991
2. Бондаренко Анатолій Дмитрович — 8 жовтня 1991 — 26 червня 1994
3. Єпіфанов Анатолій Олександрович — липень 1994 — 22 червня 1999
4. Берфман Марк Абрамович — 6 липня 1999 — 28 квітня 2006
5. Шапошник В'ячеслав Іванович — 28 квітня 2006 — 2 червня 2009
6. Токар Володимир Миколайович — 2 червня 2009 — 18 листопада 2010
7. Михайленко Геннадій Володимирович — 18 листопада 2010 — 24 лютого 2014
8. Клочко Микола Олексійович — 24 лютого 2014 — 26 грудня 2014
1-й в.о. Лаврик Віра Іванівна — 26 грудня 2014 — 4 грудня 2015
9. Салатенко Семен Павлович — 4 грудня 2015 — 2 грудня 2016
10. Токар Володимир Миколайович — 2 грудня 2016 — 3 грудня 2020
11. Федорченко Віктор Михайлович — з 3 грудня 2020 — 2 жовтня 2024
12. Романько Олексій Вікторович — з 2 жовтня 2024